# Tsunami de 2018 dans le détroit de la Sonde
Le tsunami du 22 décembre 2018 dans le détroit de la Sonde est un tsunami provoqué par l'éruption du volcan Anak Krakatoa. Il résulterait d'un glissement de terrain sous-marin apparu 24 minutes après cette éruption, et aurait été aggravé par un fort coefficient de marée. Il frappe les plages du détroit de la Sonde, notamment dans les provinces de Banten et de Lampung, sur les îles de Java et Sumatra, en Indonésie, à 21 h 27 heure locale (14 h 27 UTC), faisant selon un bilan provisoire 430 morts, 1 459 blessés, et 150 disparus,,,,.

## Tsunami
Le tsunami aurait été provoqué par l'effondrement dans la mer d'entre 150 à 180 millions de m3 de rochers et de cendres. L'Anak Krakatoa, qui culminait à 338 mètres de hauteur n'atteint plus que 110 mètres après le tsunami, l'île perdant aussi près de 2 km2 de sa superficie.

## Pays touchés

### Indonésie
Le tsunami a eu lieu sur les côtes méridionales de Sumatra et à l'extrémité occidentale de Java.

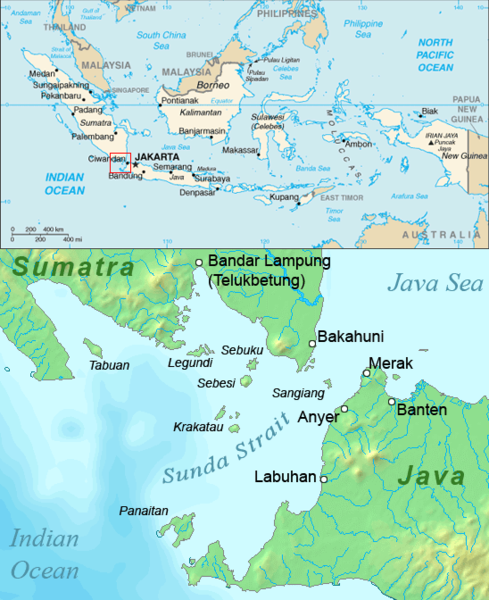
Carte du détroit de la Sonde en Indonésie.
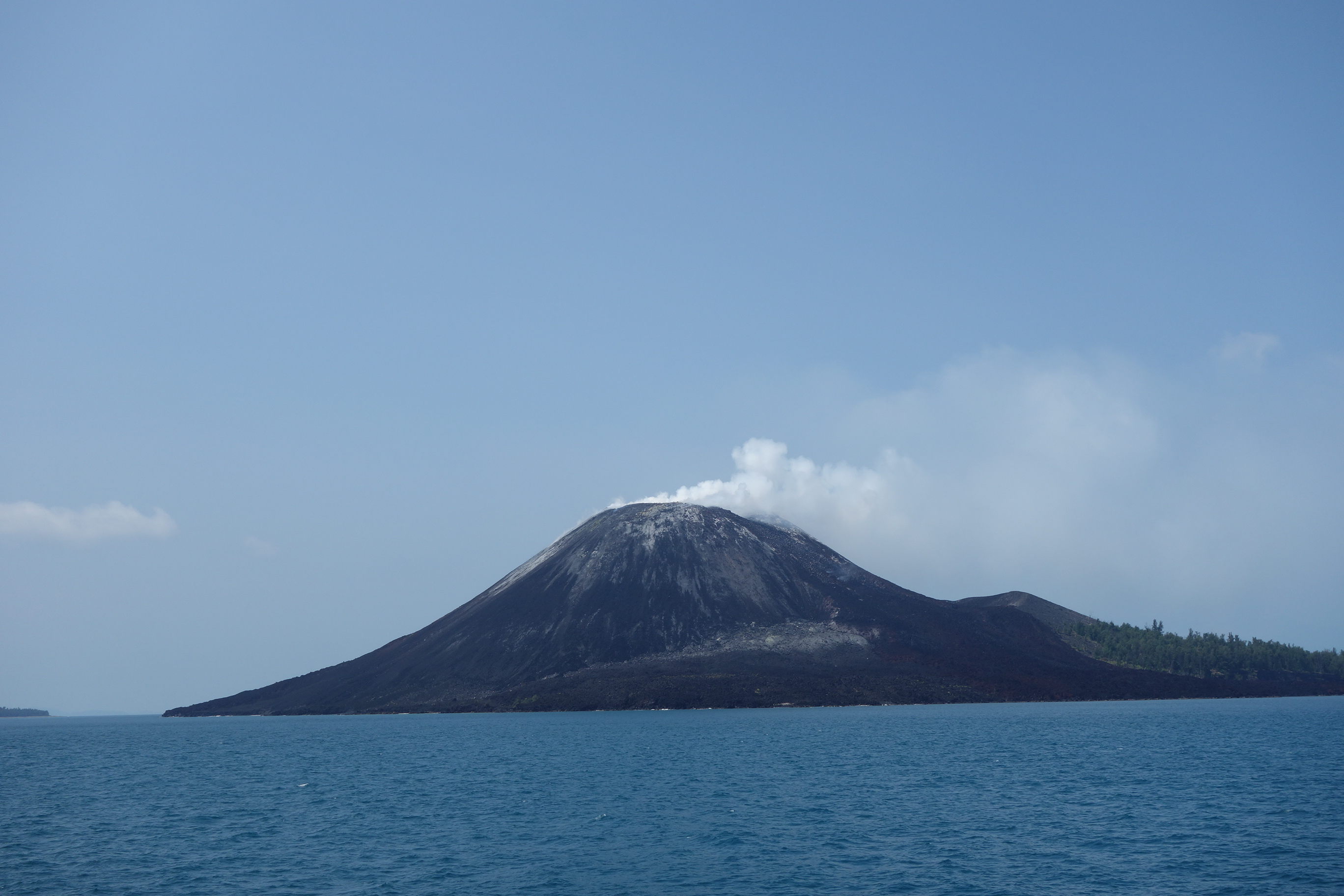
L'Anak Krakatau en 2013.
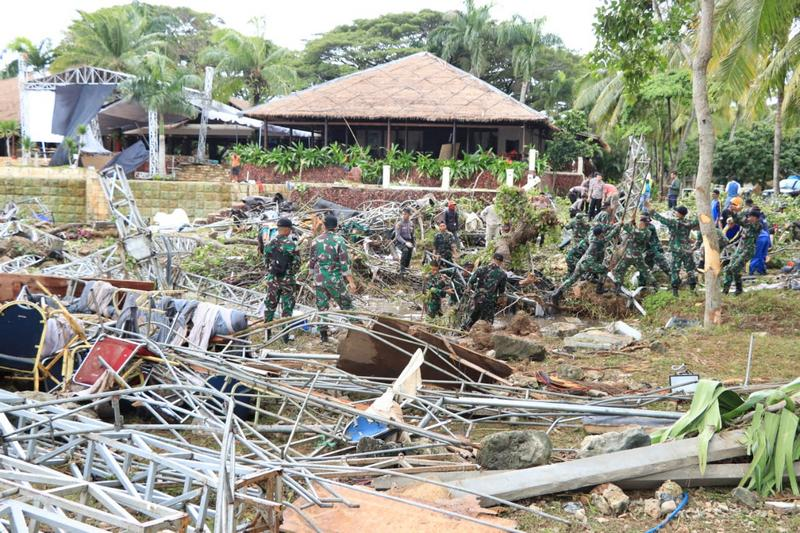
Les conséquences du tsunami à l'endroit exact où un concert avait lieu.
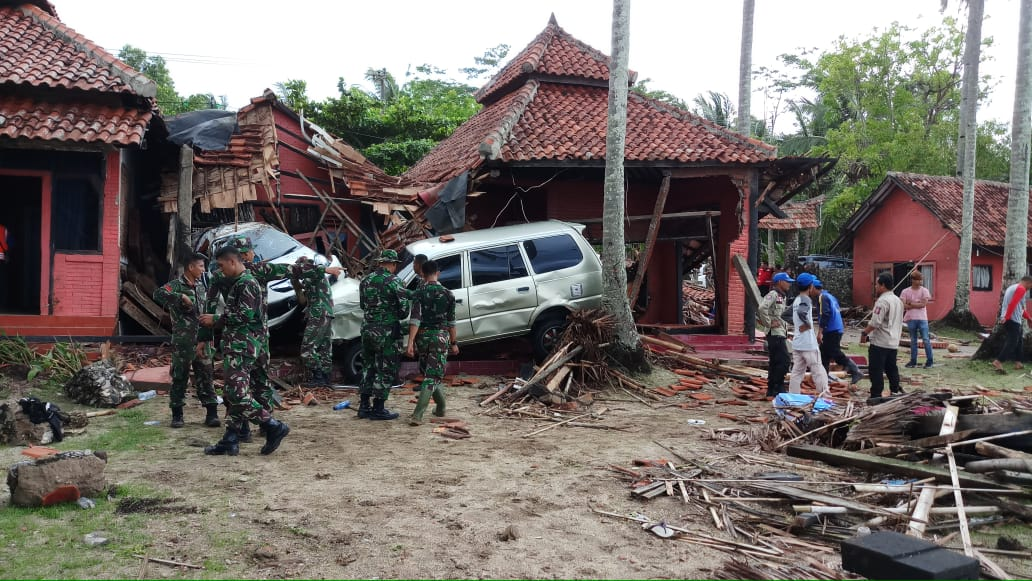
Soldats envoyés pour participer aux efforts de recherche et de sauvetage.